# Joseph Anton Koch
Joseph Anton Koch (Elbigenalp, 27 luglio 1768 – Roma, 12 gennaio 1839) è stato un pittore austriaco-tedesco.

## Biografia

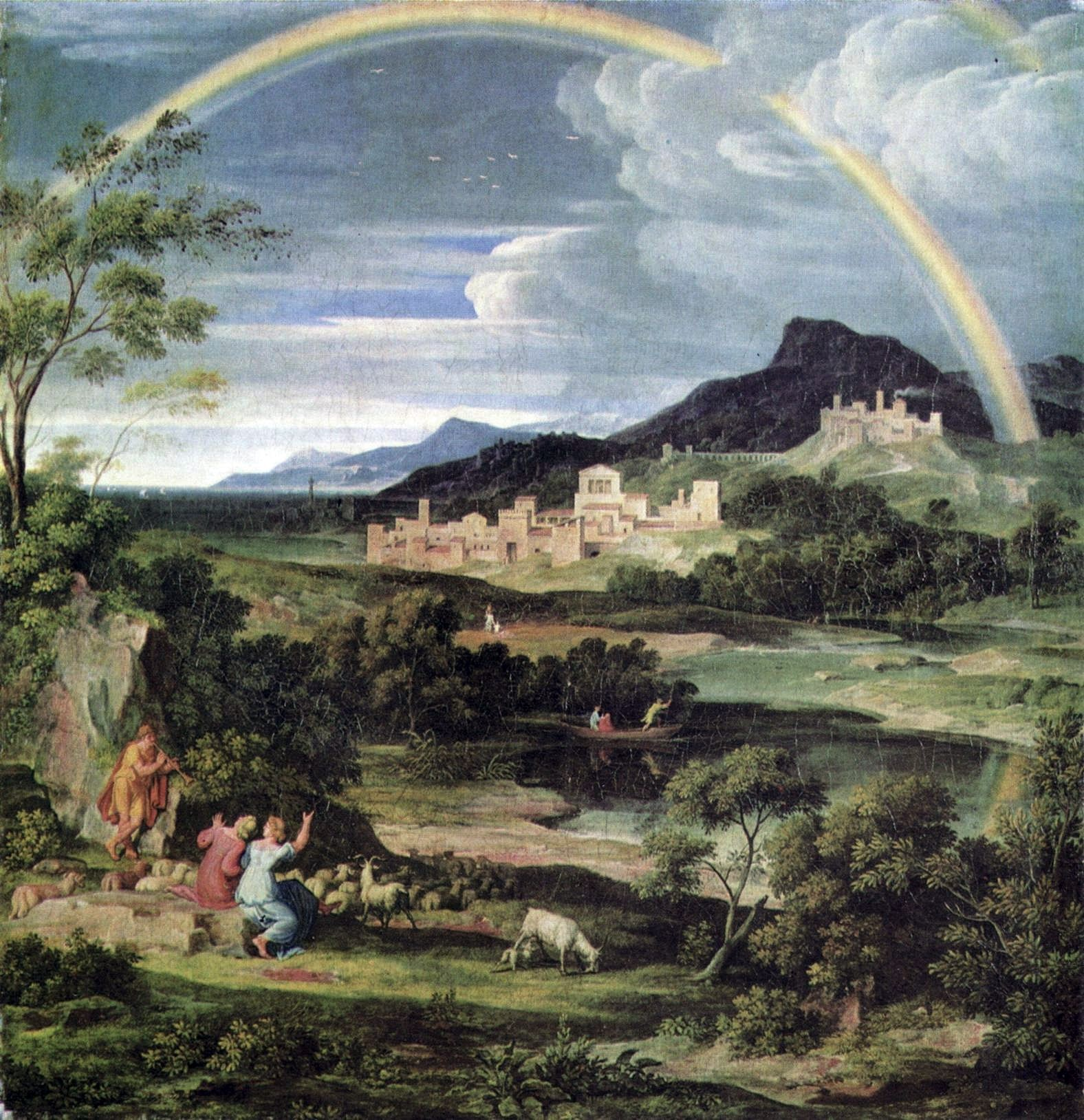
Joseph Anton Koch, Paesaggio con Arcobaleno

Figlio di contadini, Joseph Anton Koch nacque a Obergiblen, un piccolo villaggio della valle del Lech nei pressi di Elbigenalp, una località del Tirolo austriaco che nel XVIII secolo apparteneva alla Diocesi di Augusta (Baviera, Germania). La madre, Anna Elisabetta Burdi, era originaria di Coblenza. Dei suoi dieci tra fratelli e sorelle, ben sette morirono in età infantile. Da bambino Joseph Anton aiutava il padre nei lavori agricoli, occupandosi in particolare del piccolo gregge di proprietà familiare. L'amore per la natura, derivante verosimilmente dall'ambiente in cui ha trascorso l'infanzia, ha ispirato da sempre la produzione artistica di Joseph Koch.
Il suo precoce talento artistico fu notato dal vescovo di Augusta Clemente Venceslao di Sassonia, che si era recato a Elbigenalp per impartire le cresime; il vescovo gli permise di studiare, dapprima nel seminario di Dillingen, poi nella bottega di uno scultore di Augusta, e infine alla Karlsschule di Stoccarda, una severa accademia militare dove Joseph Anton entrò nel 1785 e rimase fino al 1791. Nel 1791, infatti, gli effetti della Rivoluzione francese si fecero sentire anche in Germania: Joseph Anton aderì alle idee giacobine, abbandonò il collegio di Stoccarda, senza aver terminato gli studi, e si unì ai circoli giacobini di Strasburgo e di Basilea. Nel triennio 1791-94 viaggiò senza meta nelle Alpi svizzere, disegnando centinaia di paesaggi che utilizzerà spesso più tardi, come sfondo nelle sue pitture ad olio.
Verso la fine del 1794, grazie a una borsa di studio del mecenate George Nott, dopo aver attraversato a piedi le Alpi, giunse in Italia. Visitò Bologna, Firenze, Napoli, Salerno ed Olevano Romano, si entusiasmò per i capolavori della pittura italiana; finalmente, all'inizio del 1795, arrivò a Roma. Qui si integrò rapidamente nel cerchio artistico dei Deutsch-Römer, i tedeschi residenti a Roma, stringendo amicizia in particolare con Asmus Jacob Carstens, da cui imparò a rappresentare le forme umane, capacità che gli tornerà utile più tardi per le illustrazioni della Divina Commedia o per la creazione di numerosi quadri a soggetto biblico o mitologico. Strinse inoltre amicizia con lo scultore danese Bertel Thorvaldsen, con cui condivise un alloggio a Via Sistina. Divenne assiduo frequentatore del Caffè Greco, dove ancor oggi è presente un suo ritratto.
A partire dal 1803, oggetto delle pitture di Koch divenne la Campagna Romana: amava il paesaggio del Lazio, in particolare la foresta di querce della Serpentara e il borgo di Olevano Romano, una località dove soggiornò per più di trent'anni durante il periodo estivo e che fu per Koch fonte di ispirazione artistica. Nei suoi vagabondaggi per la Campagna Romana era accompagnato in genere da pittori austriaci o tedeschi, come Johann Christian Reinhart, Friedrich von Olivier o Franz Horny. Nel 1806 Koch sposò Cassandra Ranaldi, figlia di un vignaiolo di Olevano; dal matrimonio nacquero tre figli, fra cui Augusto, che divenne anch'egli pittore e fu a sua volta padre di Gaetano Koch, che diverrà un rinomato architetto alla fine del XIX secolo. Verso il 1810 Joseph Anton Koch entrò in contatto con i Nazareni, un gruppo di giovani artisti tedeschi (per es., Johann Friedrich Overbeck, Franz Pforr, Peter von Cornelius, Wilhelm von Schadow, Philipp Veit, Julius Schnorr von Carolsfeld, Joseph von Führich, ecc.), giunti da poco tempo a Roma, i quali guardarono a Koch come a un maestro.

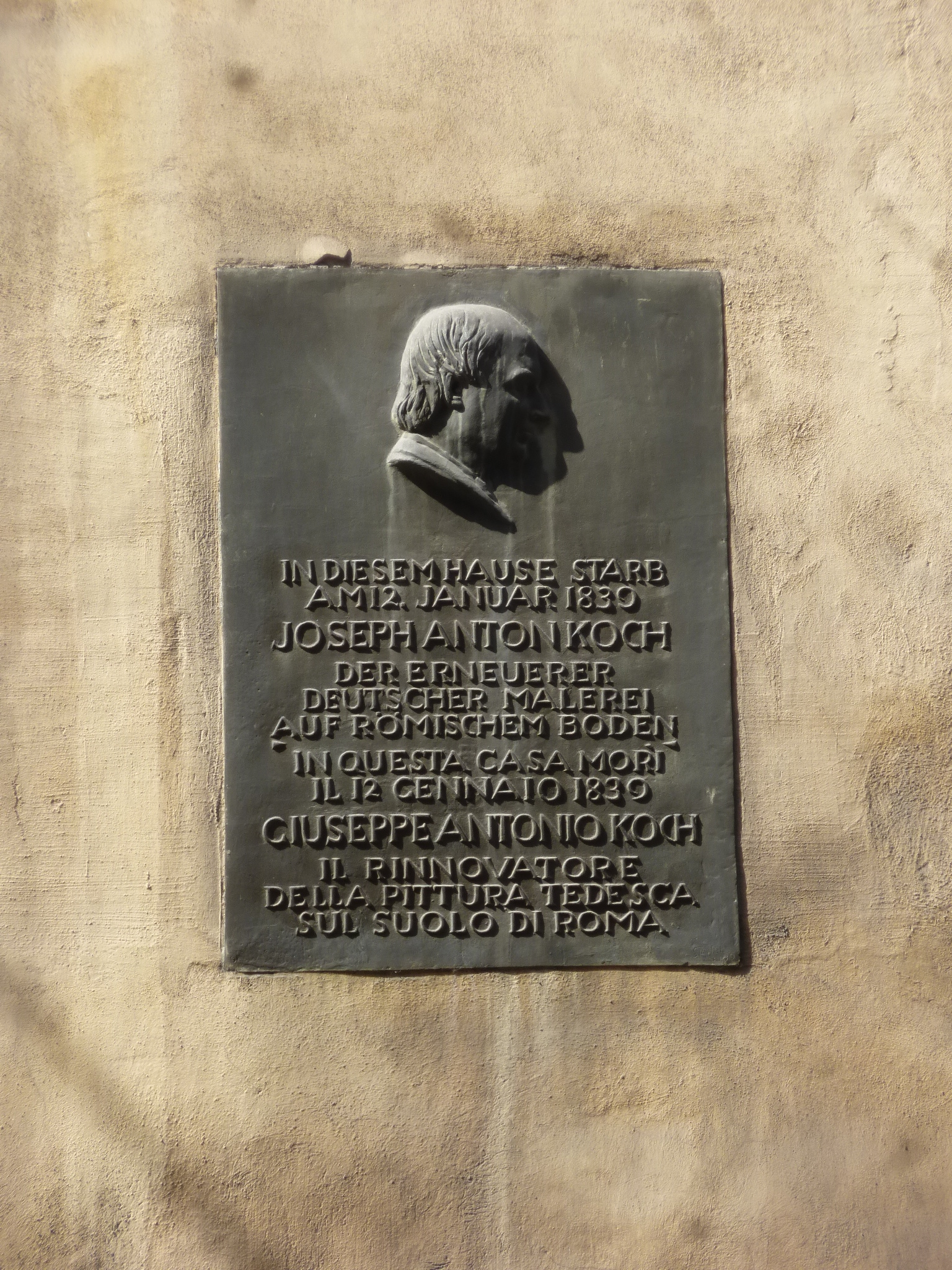
Via delle Quattro Fontane, memoria di Joseph Anton Koch sulla sua ultima casa romana

Nel 1812, Joseph Anton si trasferì a Vienna con la moglie Cassandra e la figlia primogenita Elena, spinto soprattutto dal disagio derivante dall'occupazione napoleonica a Roma. I Koch rimasero a Vienna per tre anni, ma non riuscirono ad ambientarsi, anche per la rigidità del clima. Koch cercò pertanto consolazione nel lavoro: a Vienna dipinse alcuni fra i suoi più bei paesaggi italiani ed esercitò una grande influenza sui giovani artisti romantici austriaci. Nel 1815 ritornò a Roma dove poté dedicarsi nuovamente al lavoro, alla famiglia e agli amici. Trascorse gli ultimi anni della sua vita a Olevano Romano.
Il principe Luigi, più tardi re Luigi I di Baviera, che si recava di frequente a Roma, lo aiutò economicamente innanzitutto con l'acquisto di numerosi dipinti, e poi con l'offerta di un soggiorno a Villa Malta, una villa sul Pincio, sede del Circolo Artistico dei tedeschi, dove Luigi di Baviera ospitava artisti che vi trovavano un luogo di incontro e occasioni di lavoro. I rapporti di Koch col re furono amichevoli, ma difficili nello stesso tempo, soprattutto perché Koch detestava la mondanità.
Per ragioni di salute, nel 1819 Koch si trasferì in Umbria, soggiornando a Piediluco, Narni, Terni, Spoleto, Assisi e Perugia.
Nel 1819, all'età di 57 anni, Koch adottò una tecnica per lui nuova: l'affresco. La sua reputazione come illustratore di Dante era così grande che il principe Massimo gli commissionò un ciclo di affreschi, da eseguire nel Casino di Villa Massimo, aventi come soggetto la "Divina Commedia" . Koch considerò questi affreschi la sua opera più importante. 
Koch non smise mai di lavorare. Le sue opere erano molto apprezzate dagli artisti suoi colleghi, tutti però privi di risorse finanziarie quanto lui. Solo pochi mesi prima di morire ebbe la soddisfazione di ricevere una generosa pensione annua dall'imperatore Ferdinando I d'Austria. Morì a Roma nella sua ultima abitazione a Palazzo Galoppi, nei pressi delle Quattro Fontane, e fu seppellito nel Camposanto dei Teutonici e dei Fiamminghi di Roma.

## Opera
Koch si è espresso soprattutto per mezzo di disegni e dipinti.
Per quanto concerne lo stile, le sue opere si collegano al Neoclassicismo del suo maestro e amico Carstens; riflettono inoltre una conoscenza profonda dell'opera di Michelangelo, in particolare nella rappresentazione del corpo umano e del nudo, e di Annibale Carracci per i paesaggi.
I soggetti sono per lo più religiosi, mitologici, o danteschi. L'interesse per la natura è testimoniata, nei suoi taccuini, dai numerosi dettagli riguardanti la natura, gli animali, le piante, gli elementi paesaggistici e gli esseri umani che incontrava nei suoi vagabondaggi o nei luoghi in cui risiedeva, per es. a Olevano Romano. Se si eccettuano le figure umane presenti in questi taccuini, e i ritratti a olio della moglie Cassandra e del padre, Koch tuttavia non si dedicò mai al ritratto.
Koch era molto abile anche nella tecnica dell'incisione su rame con cui realizzò Vedute Romane, un'importante testimonianza del paesaggio urbano della Roma dei suoi tempi. Gli affreschi del Casino di Villa Massimo mostrano il talento multiforme di questo artista. Raggiunse tuttavia la piena maturità artistica solo a partire da 1807, con le sue pitture ad olio.
I disegni preparatori dei suoi dipinti sono spesso composizioni complesse. Questo tipo di disegni sono numerosi e di solito costruiti con tanta perizia da poter essere considerati opere d'arte autonome. Alcuni disegni di paesaggi alpini sono più importanti delle pitture ad olio che più tardi vennero tratte da essi. Questi schizzi furono eseguiti nella maggior parte dei casi durante i viaggi giovanili in Svizzera. I suoi paesaggi eroici, come egli stesso li definiva, erano ispirati alla luminosa bellezza della Campagna Romana in cui inseriva elementi caratteristici dello stile neoclassico.
Le sue opere si trovano nelle più importanti pinacoteche europee, per es. nel Kunstmuseum di Basilea, nella Gemäldegalerie di Berlino, nella Pinacoteca di Dresda, nel Ferdinandeum di Innsbruck, nel  Museo Thorvaldsen di Copenaghen, nella Staatsgalerie di Stoccarda. Grazie ai rapporti con re Luigi I di Baviera la Neue Pinakothek di Monaco di Baviera possiede una collezione particolarmente ricca delle opere di Koch.

## Curiosità
- Sembra che di fronte alle opere del pittore inglese William Turner Koch avrebbe così commentato: "Cacatum non est pictum" (Cacato non è dipinto)[1].
- Gaetano Koch, celebre architetto di Roma capitale, era il nipote del pittore nazareno.

## Galleria d'immagini

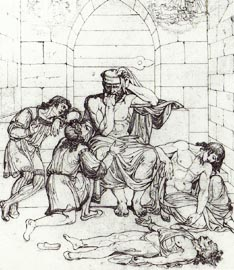
Il conte Ugolino
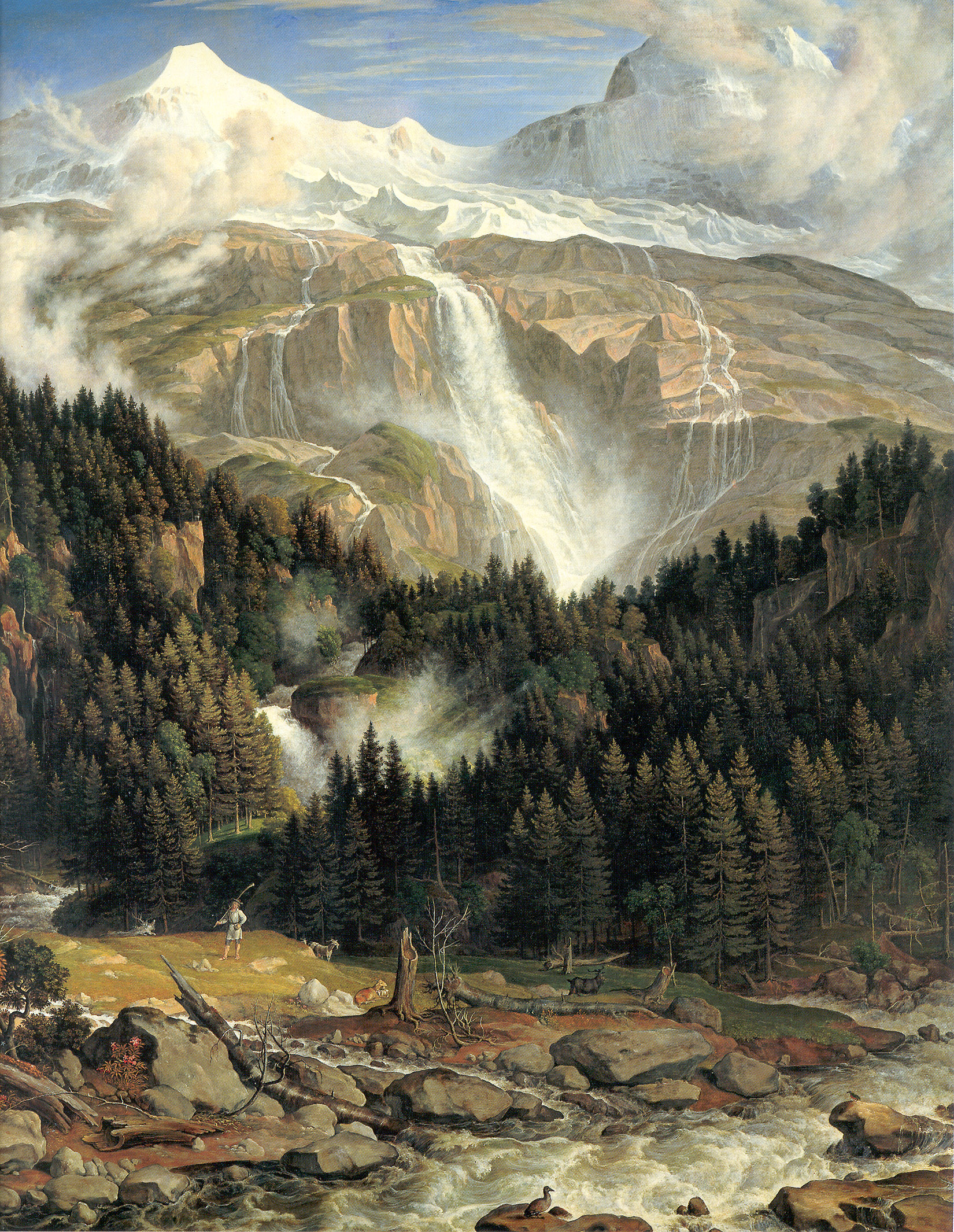
Cascata di Schmadribach
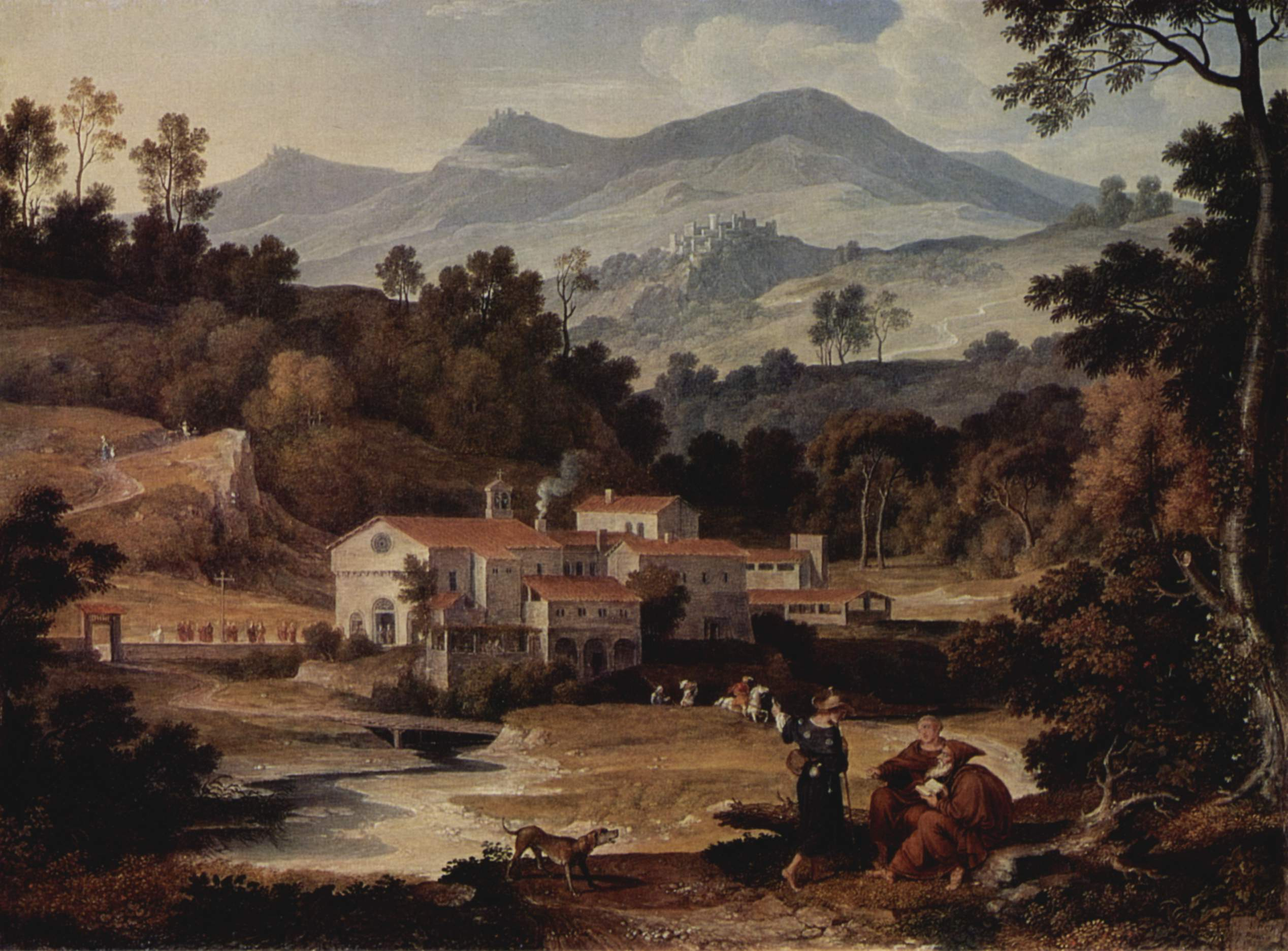
Convento nei monti della Sabila
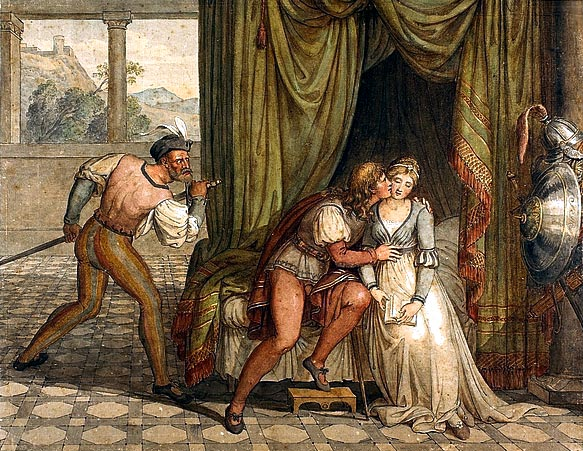
Paolo e Francesca (acquerello)
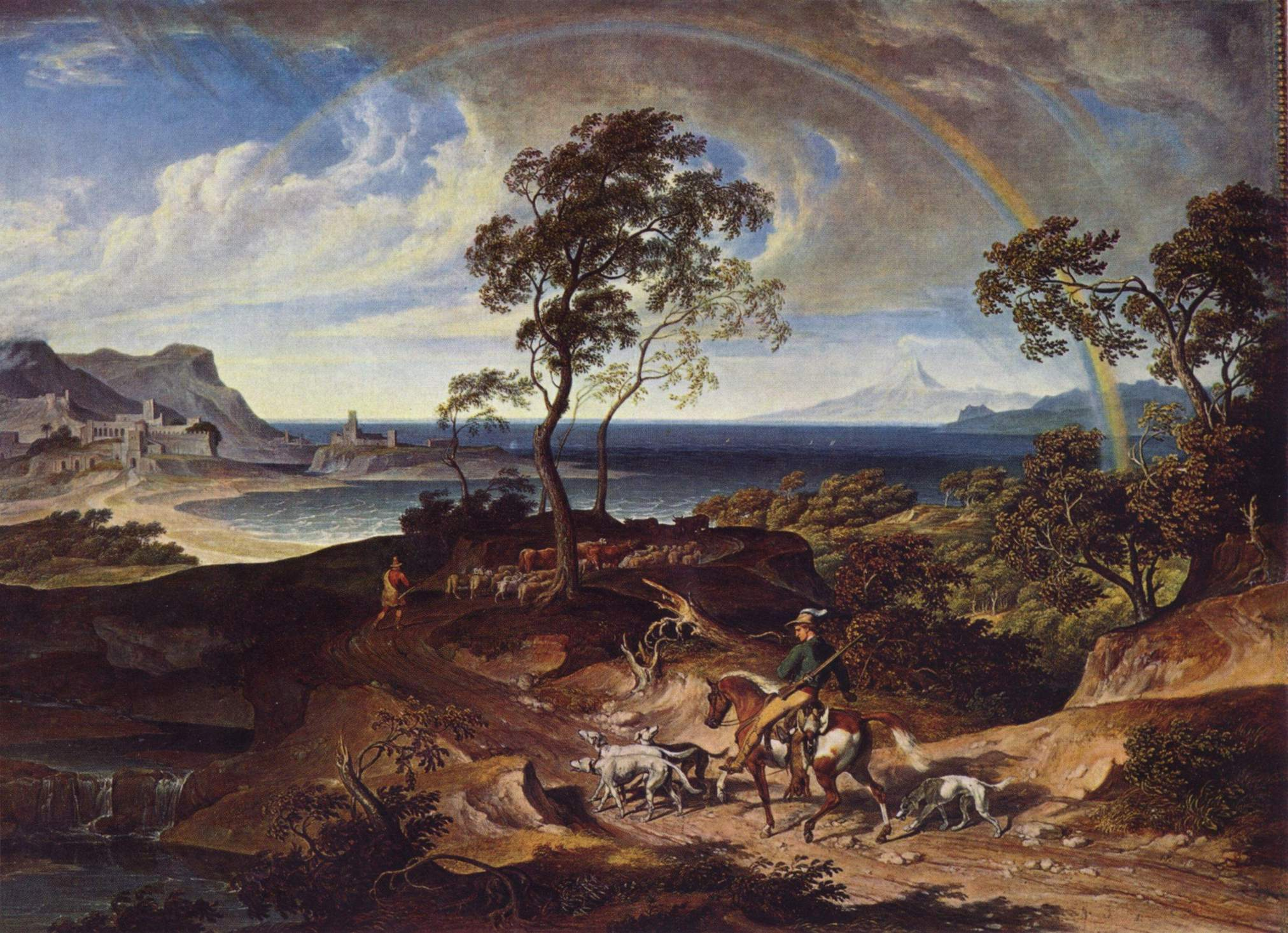
Paesaggio dopo un temporale
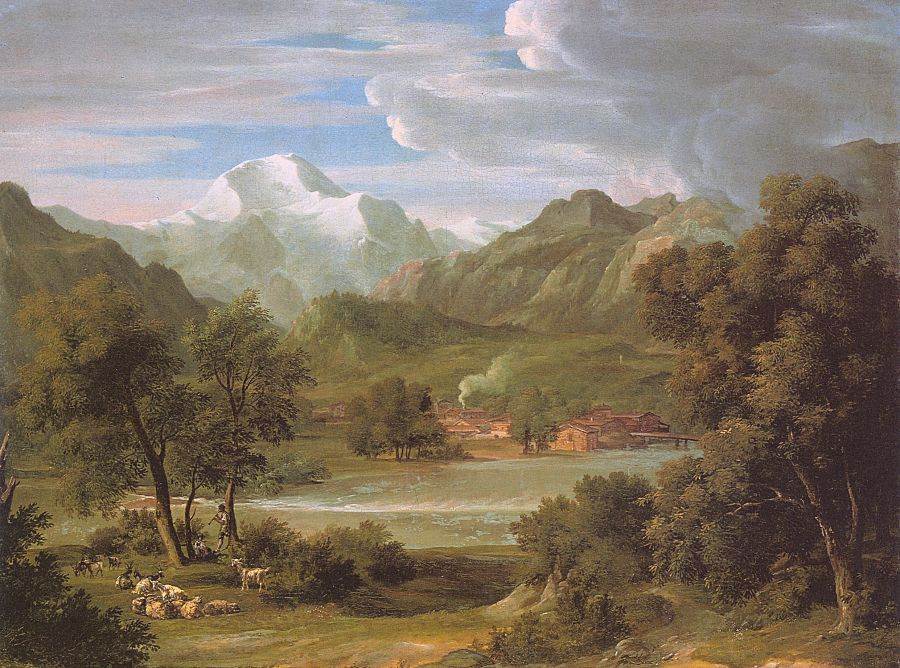
La valle di Lauterbrunner
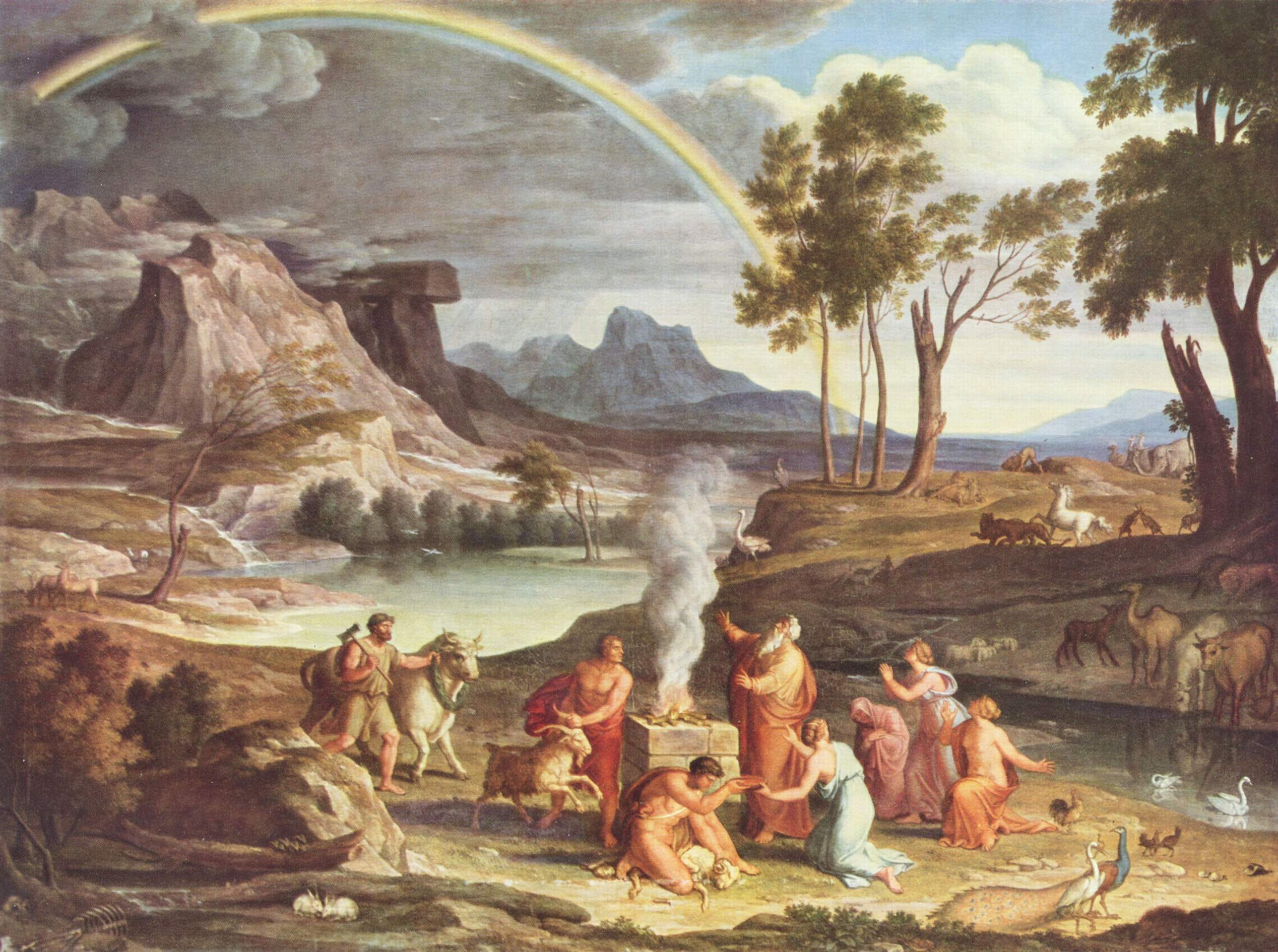
Arcobaleno alla fine del Diluvio universale
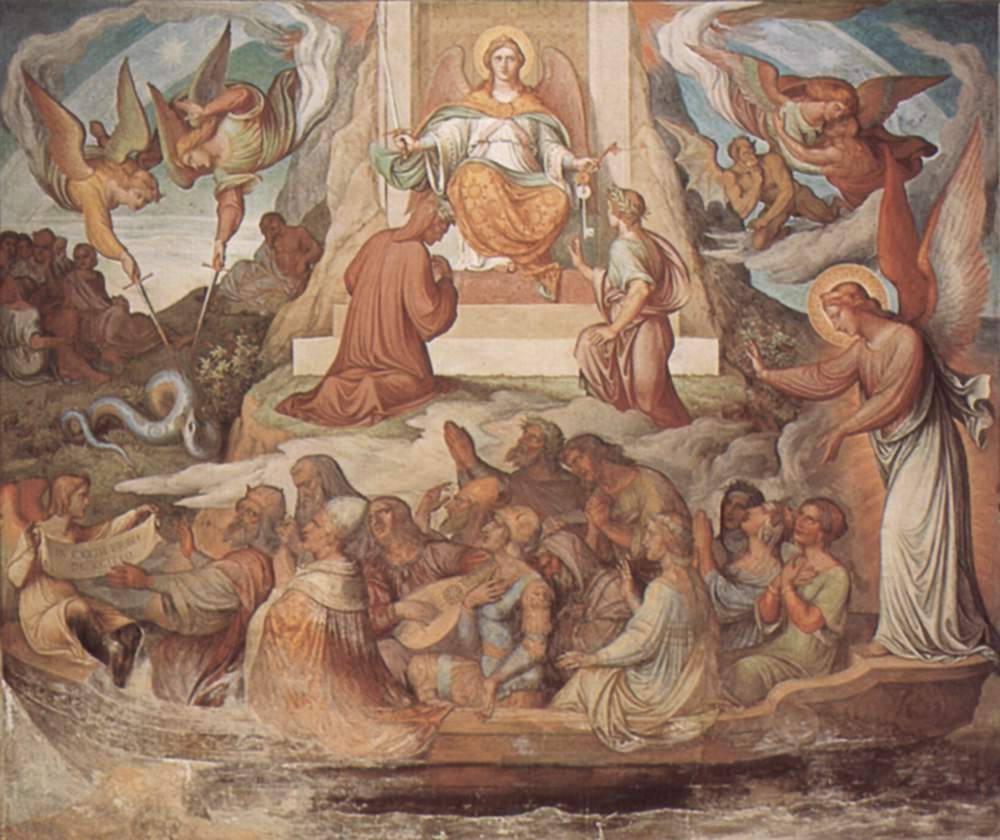
La nave del Purgatorio (affresco)